# ۱۴ دی
۱۴ دی دویست و نودمین روز سال در گاه‌شماری خورشیدی است. به پایان سال ۷۵ روز (۷۶ روز در سال کبیسه) باقی‌است.

## رویدادها
- ۱۳۰۰ - بنیان‌گذاری ارتش شاهنشاهی ایران
- ۱۳۵۷ - آغاز کنفرانس گوادلوپ
- ۱۳۹۸ - آغاز تشییع جنازه و خاکسپاری قاسم سلیمانی

## زادروزها
- ۱۳۸۸ - میلاد نعناکار
- ۱۱۸۶ - محمدشاه، سومین شاه ایران از قاجاریان
- ۱۲۸۰ - سید حسین خادمی، رئیس حوزه علمیه اصفهان
- ۱۳۱۸ - حسین الهی قمشه‌ای، نویسنده
- ۱۳۲۳ - سیما بینا، خواننده
- ۱۳۳۷ - شهره، خواننده

## درگذشت‌ها
- ۱۳۵۵ - لیلا زمردیان، از اعضای سازمان مجاهدین خلق ایران
- ۱۳۸۴ - سعید کاظمی آشتیانی، بنیان‌گذار پژوهشگاه رویان
- ۱۳۸۹ - علی‌رضا پهلوی، فرزند محمدرضا پهلوی

## مناسبت‌ها
- آغاز کنفرانس گوادلوپ دربارهٔ انقلاب ۱۳۵۷ایران.
- روز جهاد کشاورزی[۱]
- جشن سیرسور ، گیاه خواری